# The Whitest Kids U' Know
The Whitest Kids U' Know er en amerikansk komediegruppe fra New York. Gruppen består af Trevor Moore, Sam Brown, Zach Cregger, Timmy Williams, og Darren Trumeter, men andre skuespillere har også medvirket i visse sketches.